# Leptodermis wardii
Leptodermis wardii là một loài thực vật có hoa trong họ Thiến thảo. Loài này được C.E.C.Fisch. & Kaul mô tả khoa học đầu tiên năm 1940.